# 233년

## 연호
- 위(魏) 태화(太和) 7년 / 청룡(靑龍) 원년
- 촉(蜀) 건흥(建興) 11년
- 오(吳) 가화(嘉禾) 2년

## 기년
- 위(魏) 명제(明帝) 7년
- 촉(蜀) 후주(後主) 11년
- 오(吳) 대제(大帝) 12년
- 신라(新羅) 조분 이사금(助賁泥師今) 4년
- 고구려(高句麗) 동천왕(東川王) 7년
- 백제(百濟) 구수왕(仇首王) 20년

## 사건
- 음력 5월 왜가 신라의 동쪽을 노략하니 음력 7월에 이찬 석우로가 사도(沙道)에서 왜인과 싸우는데, 화공으로 왜인들의 배를 불태우고 적병을 수장시켰다.

#### 로마 제국
- 황제 알렉산데르 세베루스가 지난 몇년간 이룩한 페르시아에 대한 '승리'를 축하하기 위해 로마에서 개선식을 연다 (사실 세베루스 황제는 233년에 크테시폰을 향해 진격했지만, 헤로디안의 문헌에 따르면 아르다시르 1세에게 참패를 당했다). 세베루스는 크테시폰을 향해 곧 진격했지만 알레마니의 스와비아 침공에 대해 대응하기 위해 라인전선으로 향한다. 독일 부족은 전선에 있는 로마의 요새를 파괴하고 리메스 게르마니쿠스에 있는 거주지들을 약탈한다.

## 참고 문헌
- 김부식 (1145). 〈권02 조분 이사금 條〉. 《삼국사기》.